# Cinasa reguladora de p53
La cinasa reguladora de p53 (TP53RK, número EC 2.7.11.1), también conocida como PRPK (p53-related protein kinase) es una enzima cinasa codificada por el gen HGNC TP53RK . Esta proteína es una serina/treonina cinasa, que fosforila al factor de transcripción p53 en el residuo Ser15. 

## Sustratos
Aun cuando sólo se ha descrito a p53 como sustrato para la PRPK de mamífero, la proteína homóloga de PRPK en Saccharomyces cerevisiae, conocida como Bud32, es capaz de autofosforilarse y de fosforilar a la glutarredoxina Grx4